# Elinor Fair
Elinor Fair (Richmond, Virginia, 21 de diciembre de 1903 - Seattle, 26 de abril de 1957) fue una actriz cinematográfica estadounidense.

## Biografía
Nació en Richmond (Virginia). Comenzó su carrera con el nombre de Eleanor Crowe, que posteriormente cambió a Lenore Fair y finalmente a Elinor Fair.
Cuando Fair fue elegida como una de las WAMPAS Baby Stars en 1924, ella ya había trabajado en el cine durante varios años y antes de ello en el vodevil. Algunos de sus mejores trabajos los hizo bajo contrato con Cecil B. DeMille, actuando en producciones tales como Yankee Clipper y Let 'er go Gallagher. También trabajó en varias películas habladas (a menudo en papeles pequeños) antes de desaparecer de la gran pantalla en 1934.
Entre 1926 y 1929 estuvo casada con el actor William Boyd. Boyd se declaró mientras filmaban una escena romántica de la película The Volga Boatman, película muda, motivo por el cual el diálogo entre ellos, una propuesta real de matrimonio, no llegó al público. 
Fair falleció a los 54 años de edad en Seattle, Washington. 